# رخنه
رخنه روستایی در دهستان میغان بخش مرکزی شهرستان نهبندان استان خراسان جنوبی ایران است. بر پایه سرشماری عمومی نفوس و مسکن در سال ۱۳۹۰ جمعیت این روستا ۱۰۳ نفر (در ۳۱ خانوار) بوده است.